# Millionaire Droopy
『Millionaire Droopy』（1956年9月21日公開）は、メトロ・ゴールドウィン・メイヤーに所属していたテックス・アヴェリーの作品の一つで、シネマスコープにて公開された。また、この作品は『財産をねらえ』のリメイク作品である。

## 製作スタッフ
- 監督:テックス・アヴェリー（本作を製作した当時はすでにメトロ・ゴールドウィン・メイヤーを退社しているため、製作には関わっておらず、タイトルクレジットの下に表記されているだけである。Cat's Meowも同様）
- 製作総括:ウィリアム・ハンナ ジョセフ・バーベラ
- 音楽:スコット・ブラッドリー
- アニメーション製作:マイケル・ラー　グラント・シモンズ　ウォルター・クリントン　ボブ・キャノン
- 脚本:ジャック・コスグリフ　リッチ・ホーガン
- 背景:ドン・ドリスコール

## 作品内容
詳しくは、こちらを参照。

## カットされたシーン
終盤でスパイクが拳銃でドルーピーを殺害しようとするシーンがカットされる。

## 日本でのテレビ放映
TBS版では放映されず、カートゥーン ネットワークにて原作の「Wags to Riches」の代理として放映された。

## DVD
同じメトロ・ゴールドウィン・メイヤー配給の映画『上流社会』の特典映像として収録された。